# Onderzoeksraad voor Veiligheid

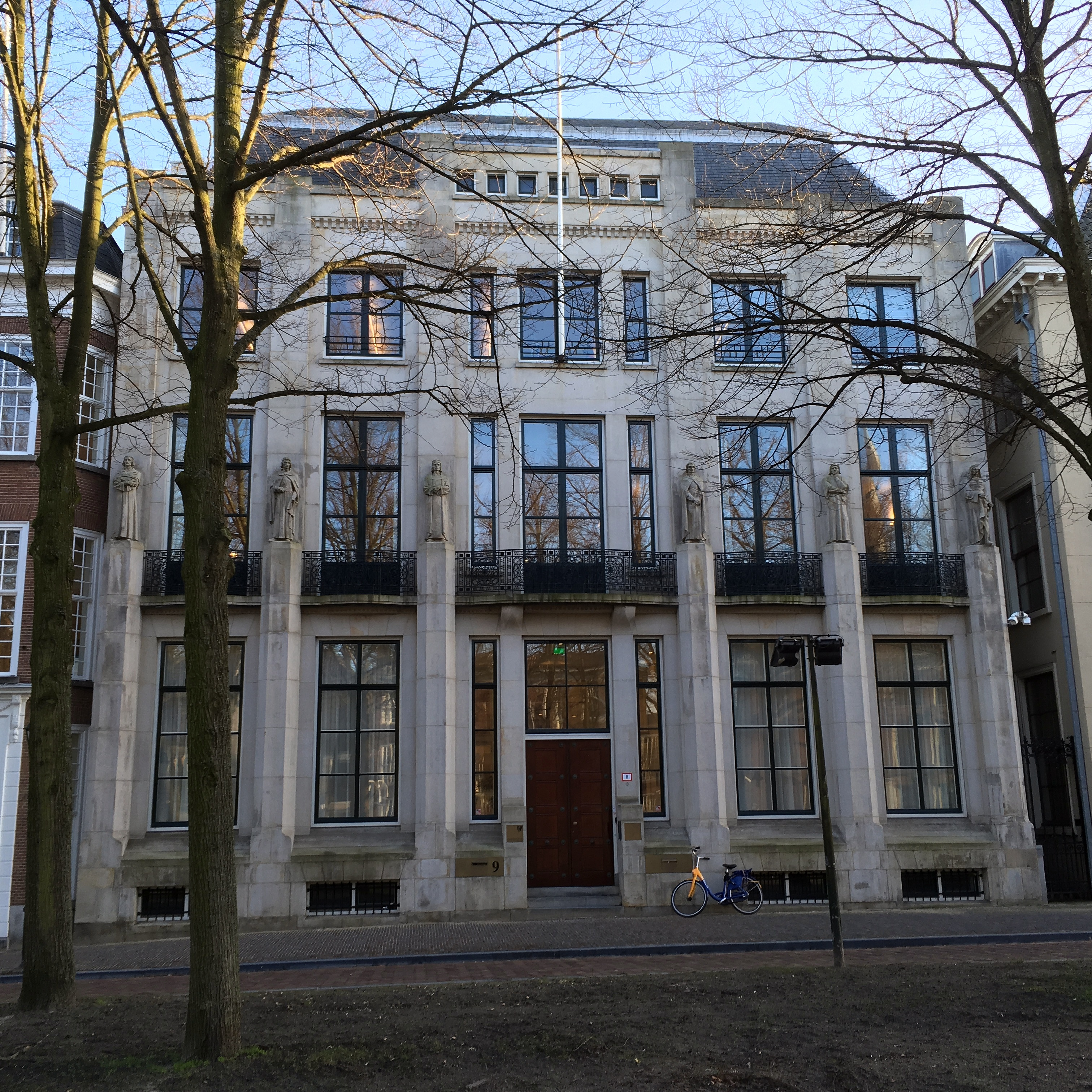
OVV-Zentrale in Den Haag

Der Onderzoeksraad voor Veiligheid (OVV; deutsch Untersuchungsrat für Sicherheit; englisch Dutch Safety Board, DSB) ist eine 2005 gegründete, unabhängige niederländische Untersuchungsbehörde für Zwischenfälle, Unfälle und Katastrophen aller Art. Er wird von sich aus aktiv, wenn einem Ereignis oder einer Serie von Ereignissen ein systematisches Sicherheitsrisiko zugrunde liegen könnte, und versucht die Ursachen möglichst vollständig aufzuklären. Die gewonnenen Erkenntnisse sollen dabei helfen, künftige Gefahren abzuwenden und so die Sicherheit der niederländischen Bevölkerung zu verbessern.
Von Mai 2019 bis September 2022 leitete der ehemalige niederländische Finanzminister Jeroen Dijsselbloem den Rat. Seit dem 1. Mai 2023 leitet der ehemalige Abgeordnete Chris van Dam die Behörde.

## Organisation und Tätigkeitsfelder
Der OVV besteht aus drei ständigen Mitgliedern unter dem Vorsitz von Jeroen Dijsselbloem und einer Anzahl außerordentlicher Mitglieder (Stand: Mai 2017). Der Rat verfügt über ein Ermittler-Büro. Er ist in folgenden Bereichen aktiv:
- Luftfahrt
- inländische Schifffahrt
- Schienenverkehr
- Straßenverkehr
- Verteidigung
- Gesundheitswesen
- Pipelines, Industrie und Netze
- Bauwesen und Dienstleistungen
- Wasserwirtschaft
- Krisenmanagement

## Geschichte
Vor Gründung des Onderzoeksraad voor Veiligheid gab es in den Niederlanden verschiedene Untersuchungskomitees für Verkehrsunfälle und -katastrophen: Den 1909 gegründeten Raad voor de Scheepvaart (Schifffahrtsrat), die 1931 eingerichtete Commissie Binnenvaartrampenwet (Binnenwasserweg-Katastrophenkommission), sowie seit 1937 den Raad voor de Luchtvaart (Luftfahrtsrat) und seit 1956 den Spoorwegongevallenraad (Eisenbahnunfallrat). Diese Einrichtungen ermittelten nicht selbst, sondern erstellten Berichte aufgrund der Ermittlungen anderer zuständiger Behörden. 1999 wurden diese Aktivitäten in dem neuen Raad voor de Transportveiligheid (Rat für Verkehrssicherheit) zusammengefasst.
Kurz darauf ereigneten sich zwei schwere Unglücke: Im Mai 2000 explodierte in Enschede eine Feuerwerksfabrik; 23 Menschen kamen dabei ums Leben, 947 wurden verletzt. In der Neujahrsnacht 2000/2001 starben beim Cafébrand von Volendam erneut 14 Menschen; 200 erlitten schwere Verbrennungen. Daraufhin beschlossen die Niederlande, nicht nur für die Verkehrssicherheit, sondern für alle Gefahrenereignisse eine ständige Untersuchungsbehörde einzurichten. Sie wurde durch ein Gesetz vom 1. Februar 2005 eingesetzt und durch das niederländische Innenministerium gegründet.
Im Juli 2014 übernahm der OVV die Verantwortung für die Flugunfalluntersuchung nach dem Absturz einer Boeing 777 auf dem Malaysia-Airlines-Flug 17 in der Ukraine. Er leitet ein Team von 25 Unfallermittlern, dem neben Vertretern der Internationalen Zivilluftfahrtorganisation (ICAO) und von Eurocontrol auch Experten aus acht betroffenen Ländern angehören. Das Flugzeug war vom Flughafen Schiphol in Amsterdam gestartet; 193 von 283 Todesopfern waren Niederländer.